# Cassandra Lynn
Cassandra Lynn Jensen (Price, 15 agosto 1979 – Los Angeles, 15 gennaio 2014) è stata una modella statunitense.
Il suo viso delicato ed il seno prosperoso nel 2006 le hanno permesso di essere Playmate del Mese per l'edizione statunitense di  Playboy nel numero di febbraio. Il suo soprannome era Butterfly, "farfalla", per via dei cinque tatuaggi raffiguranti, appunto, farfalle che sfoggiava sul suo corpo.
Cassandra nacque a Price, Utah, ma da ragazza visse principalmente ad Huntington, (dove ha frequentò la Canyon View Junior High) e a Ferron, prima di trasferirsi con sua madre nella Salt Lake Valley. Nel 1997 si diplomò alla Emery High School di Castle Dale.  Al liceo fece parte del coro e della squadra di tuffo. A 18 anni si diresse nella California del Sud. Per racimolare qualche soldo addirittura partecipò a match di Jell-o wrestling, variante al femminile del wrestling i cui ring sono piscine colme di gelatina.
Una volta partecipò ad una sfilata di bikini hawaiiani usando il nome Cassandra Delia, da Ogden. Cassandra occasionalmente faceva ritorno nello Utah per praticare snowboard. Il 15 gennaio 2014 fu trovata morta nella vasca da bagno in casa di amici a Los Angeles, in seguito a una probabile overdose.